# 東大分システム
東大分システム株式会社（ひがしおおいたシステム、Higashioita-System Co.,Ltd.）は、大分県大分市佐賀関に本社があるケーブルテレビ局である。旧名である佐賀関テレビ（さがのせきテレビ）から2014年8月6日に社名変更した。

## 概要
豊予海峡に面した旧佐賀関町では町内にテレビ中継局はあるものの難視聴区域が多く、その為に古くから共聴システム（共同アンテナ）などが重宝されていた。
町内の共聴システムを発展させたのが、現在の東大分システムである。
自主放送も1980年代後半頃から行っており、課題曲を素人が代わる代わる延々と歌うカラオケ番組や幼稚園や小学校の運動会・地元の祭りなどを放送。後者は現在も随時放送されている。また自主放送のない場合同チャンネルにはNHKの文字放送が放映されていた。
大分市との合併後は、市の広報番組である「フレッシュおおいた」や市議会（定例会終了後に録画中継）も放送している。
2014年8月6日に今までの社名佐賀関テレビから東大分システムに社名を変更した。

## サービスエリア
- 大分県大分市（旧佐賀関町内および坂ノ市、大在地区）

## 主な放送チャンネル
アナログ放送時代は、県外地上波では日本テレビ系列は福岡放送・山口放送、TBS系列はテレビ山口、フジテレビ系列はテレビ愛媛の区域外再放送を行っていた。
デジタル放送では日本テレビ系列を南海放送に変更し、TBS系列の区域外再放送を取りやめた。大分県の他のケーブルテレビ局が福岡民放局の再放送（福岡放送・テレビ西日本など）を実施しているのに対し独自の対応をとっていたが、2012年1月中旬より日本テレビ系列を南海放送から福岡放送に、フジテレビ系列をテレビ愛媛からテレビ西日本にそれぞれ変更した（2012年2月末時点での公式HPのチャンネル表では変更前のままだったが、2016年1月時点では変更後のものに修正されている）。
なお、TVQ九州放送はアナログ時代から一貫して再放送している。

### 地上波系列別再送信局
| NHK-G   | NHK-E   | NNN/NNS             | ANN          | JNN      | TXN         | FNN/FNS                 | JAITS |
| ------- | ------- | ------------------- | ------------ | -------- | ----------- | ----------------------- | ----- |
| NHK大分 | NHK大分 | テレビ大分 福岡放送 | 大分朝日放送 | 大分放送 | TVQ九州放送 | テレビ大分 テレビ西日本 |       |

### テレビ局
| デジタル | 放送局                 |
| -------- | ---------------------- |
| D011     | NHK大分総合            |
| D021     | NHK大分教育            |
| D031     | 大分放送               |
| D041     | テレビ大分             |
| D051     | 大分朝日放送           |
| D051-1   | 福岡放送               |
| D071     | TVQ九州放送            |
| D081     | テレビ西日本           |
| D111     | 自主放送チャンネル     |
| BS101    | NHK BS                 |
| BS141    | BS日テレ               |
| BS151    | BS朝日                 |
| BS161    | BS-TBS                 |
| BS171    | BSテレ東               |
| BS181    | BSフジ                 |
| BS191    | WOWOW プライム☆        |
| BS192    | WOWOW ライブ☆          |
| BS193    | WOWOW シネマ☆          |
| BS200    | BS10                   |
| BS201    | BS10スターチャンネル☆★ |
| BS211    | BS11★                  |
| BS222    | TwellV★                |
| BS231    | 放送大学キャンパスex   |
| BS232    | 放送大学キャンパスon   |

★ - デジタル単独
☆ - オプションチャンネル
- デジタル放送伝送方式：同一周波数パススルー方式
- CSデジタル放送は東経110度CSデジタル放送（スカパー!e2）の全チャンネルに対応（スカパー!と別途契約が必要。）
- 2015年3月10日をもって、デジアナ変換放送は終了した[2]。

### ラジオ局
| 周波数 （MHz） | 放送局        |
| -------------- | ------------- |
| 80.0           | FM福岡        |
| 88.0           | FM大分        |
| 88.9           | NHK大分FM放送 |